# Eucereon obscurior
Eucereon obscurior là một loài bướm đêm thuộc phân họ Arctiinae, họ Erebidae.